# Fältblomflugor
Fältblomflugor (Eupeodes) är ett släkte i familjen blomflugor. 

## Kännetecken
Fältblomflugorna har en svart grundfärg och tre gula parfläckar på bakkroppen. Den svartgula teckningen gör att de liknar getingar (mimikry). Storleken på de gula fläckarna varierar för olika arter. Vissa arter är nästan helt svarta, medan de för andra arter går ihop till gula band. Blomflugorna i detta släkte är relativt små, oftast mellan 8 och 11 millimeter. Ett kännetecken för detta släkte är att det längsmed bakkroppens kant finns en list som oftast har svart behåring. Vingarna är oftast klara och utan mörka fläckar.

## Levnadssätt
Fältblomflugorna har ofta stora utbredningsområden och är oftast inte beroende av en speciell miljö. Man kan se fältblomflugorna på många olika blommer. Larverna lever på bladlöss av många olika arter, på både lövträd och barrträd och örter. Vid god tillgång till bladlöss kan de bli mycket talrika. Det gör dem också extra utsatta för parasitoider.

## Utbredning
Det finns cirka 90 arter av fältblomflugor i världen. Cirka 70 finns i palearktiska områden och drygt 20 i Nordamerika. I Norden är 16 arter kända, varav 2 av dessa ej finns i Sverige.

## Systematik

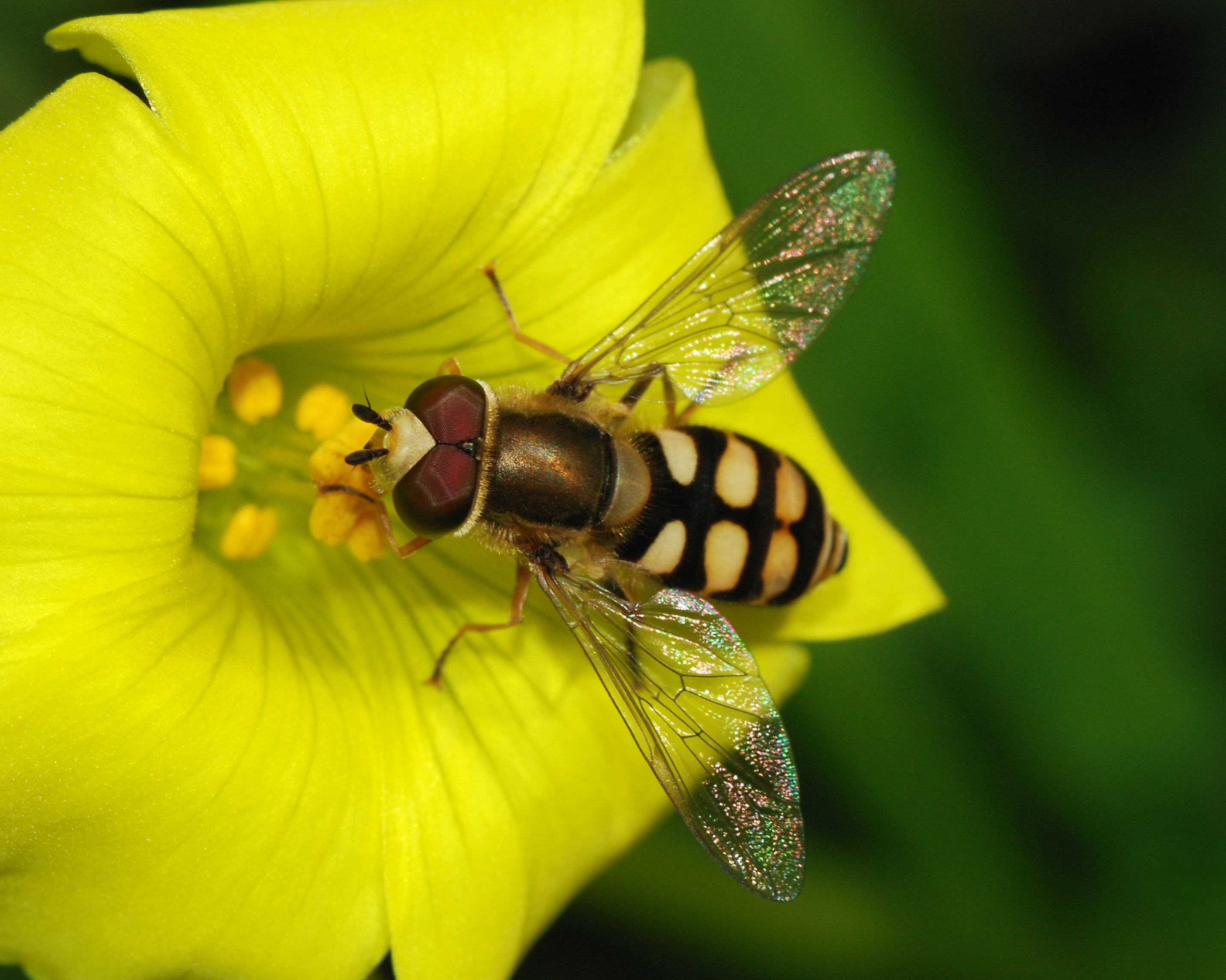
Nyfiken fältblomfluga (E. corollae)

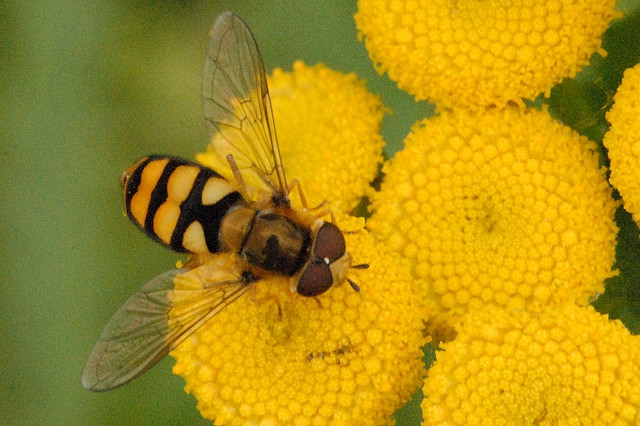
Blank fältblomfluga (E. latifasciatus hane)

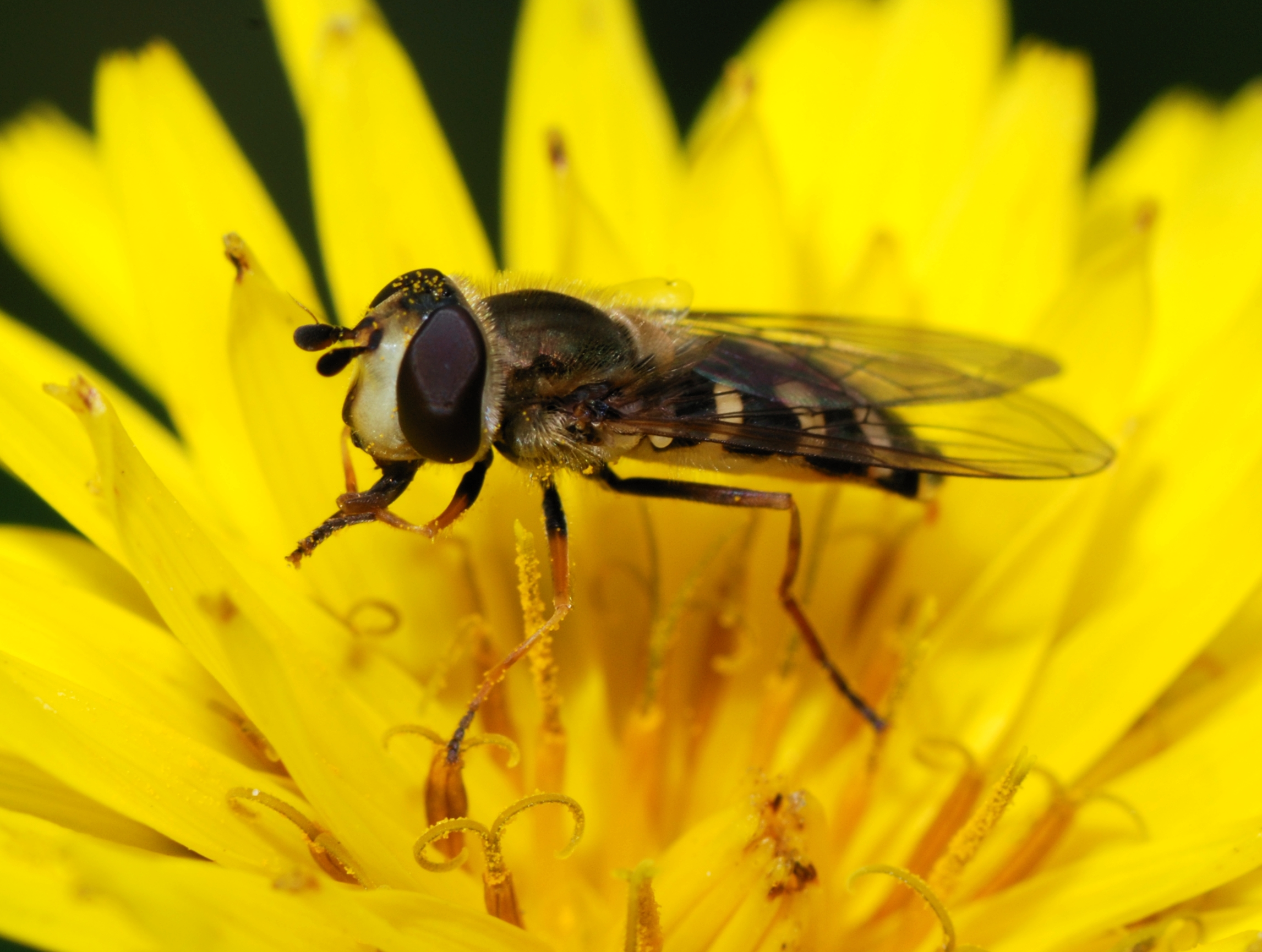
Månfältblomfluga (E. luniger)

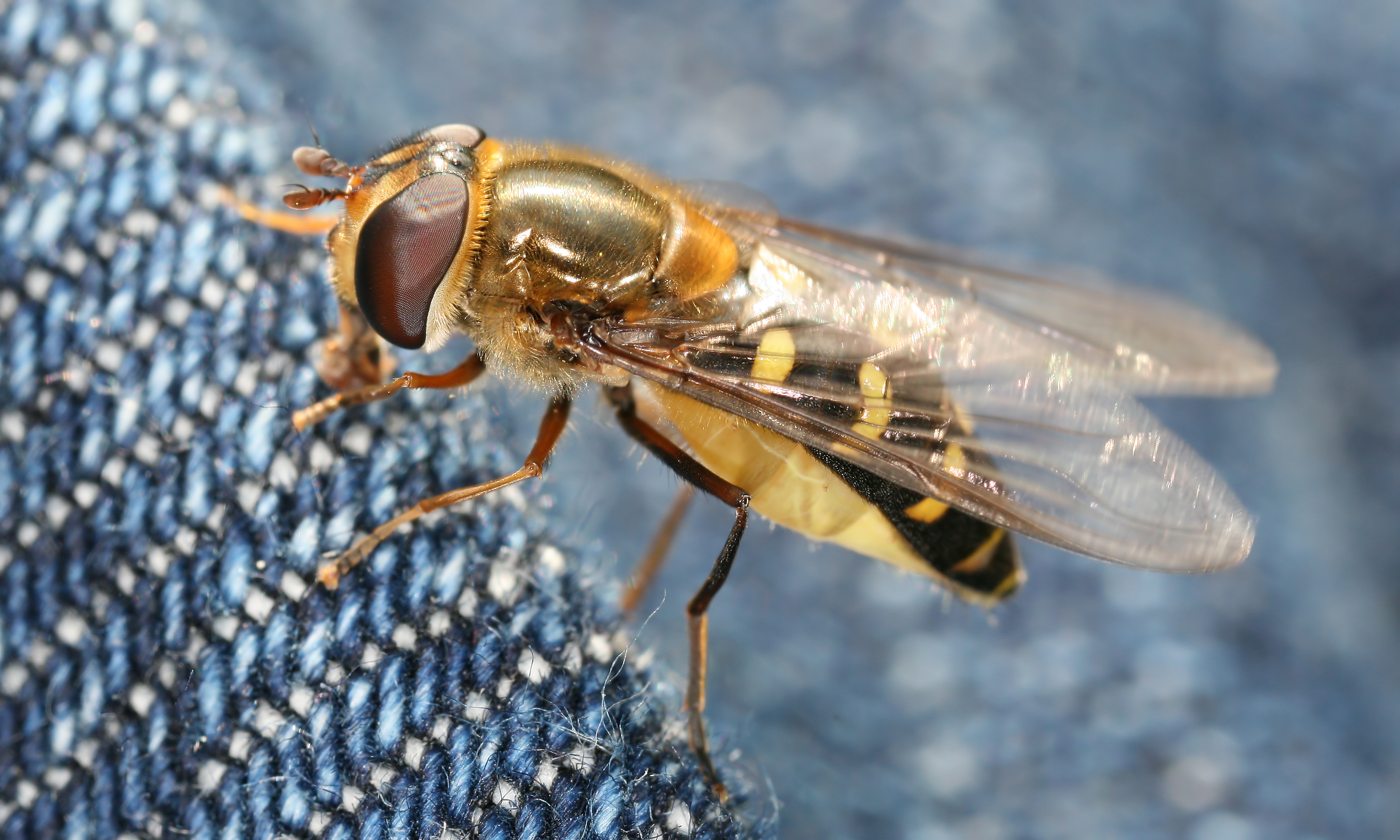
Vårfältblomfluga (E. lapponicus)

Artindelningen är ännu inte helt klarlagd. En del arter kan variera mycket i utseendet i utbredningsområdet vilket försvårar artbestämningen. 

### Arter och undersläkten iNorden
- Eupeodes (Osten Sacken, 1877)
  - Fjällfältblomfluga E. abiskoensis (Dusek & Láska, 1973)
  - Trubbig fältblomfluga E. biciki (Dusek & Láska, 1973)
  - Tistelfältblomfluga E. bucculatus (Róndani, 1857)
  - Nyfiken blomfluga E. corollae (Fabricius, 1794)
  - Småfläckig fältblomfluga E. curtus (Hine, 1922)
  - Polarfältblomfluga E. duseki (Mazanek & Bicik, 1999)
  - Tvillingfältblomfluga E. goeldlini (Mazanek Láska & Bicik, 1999)
  - Blank fältblomfluga E. latifasciatus (Macquart, 1829)
  - Glasvingad fältblomfluga E. lundbecki (Soot Ryen, 1946)
  - Månfältblomfluga E. luniger (Meigen, 1822)
  - Tallfältblomfluga E. nielseni (Dusek & Láska, 1976)
  - Bandfältblomfluga E. nitens (Zetterstedt, 1843)
  - Punktfältblomfluga E. punctifer (Frey, 1934)
  - Svart fältblomfluga E. rufipunctatus (Curran, 1925)
  - Alpfältblomfluga E. tirolensis (Dusek & Láska, 1973)
- Lapposyrphus (Dusek & Láska, 1967)
  - Vårfältblomfluga E. lapponicus (Zetterstedt, 1838)

### Övriga arter (urval)
- E. abberrantis (Curran, 1925)
- E. americanus (Wiedemann, 1830)
- E. borealis (Dusek & Láska, 1973)
- E. confertus (Fluke, 1952)
- E. flaviceps (Róndani, 1857)
- E. flukei (Jones, 1917)
- E. fumipennis (Thomson, 1869)
- E. gentneri (Fluke, 1952)
- E. lambecki (Dusek & Láska, 1973)
- E. lapponicus (Zetterstedt, 1838)
- E. lucasi (Garcia & Láska, 1983)
- E. montanus (Curran, 1925)
- E. montivagus (Snow, 1895)
- E. neoperplexus (Curran, 1925)
- E. nigroventris (Fluke, 1933)
- E. nuba (Wiedemann, 1830)
- E. perplexus (Osburn, 1910)
- E. pingreensis (Fluke, 1930)
- E. pomus (Curran, 1921)
- E. sculleni (Fluke, 1952)
- E. snowi (Wehr, 1924)
- E. subsimus (Fluke, 1952)
- E. talus (Fluke, 1933)
- E. vandergooti (Dusek & Láska, 1973)
- E. volucris (Osten Sacken, 1877)

## Etymologi
Eupeodes betyder på grekiska "mycket lik Peus". Peus betyder stekel. 